# Crónica de Aragón

Portada de la Crónica de Aragón, primer testimoni històric de l'escut d'Aragó

La Crónica de Aragón, obra de Gualberto Fabricio de Vagad és la primera gran crònica renaixentista aragonesa escrita directament en llengua vernacular i publicada com a incunable el 1499. L'obra comprèn des dels mítics reis de Sobrarbe fins a l'any 1458, durant el regnat d'Alfons V d'Aragó "el Magnànim". L'obra és precedida per tres llarg pròlegs de tipus laudatori on l'autor sosté amb rotunditat el seu aragonesisme i la preeminència del regne d'Aragó sobre la resta de regnes hispànics; en el primer pròleg es dedica a lloar les excel·lències d'Hispània, en el segon lloa el passat del regne d'Aragó i en el tercer reivindica la importància de Saragossa, considerada per ell mateix com a ciutat cabdal de tota Ibèria.

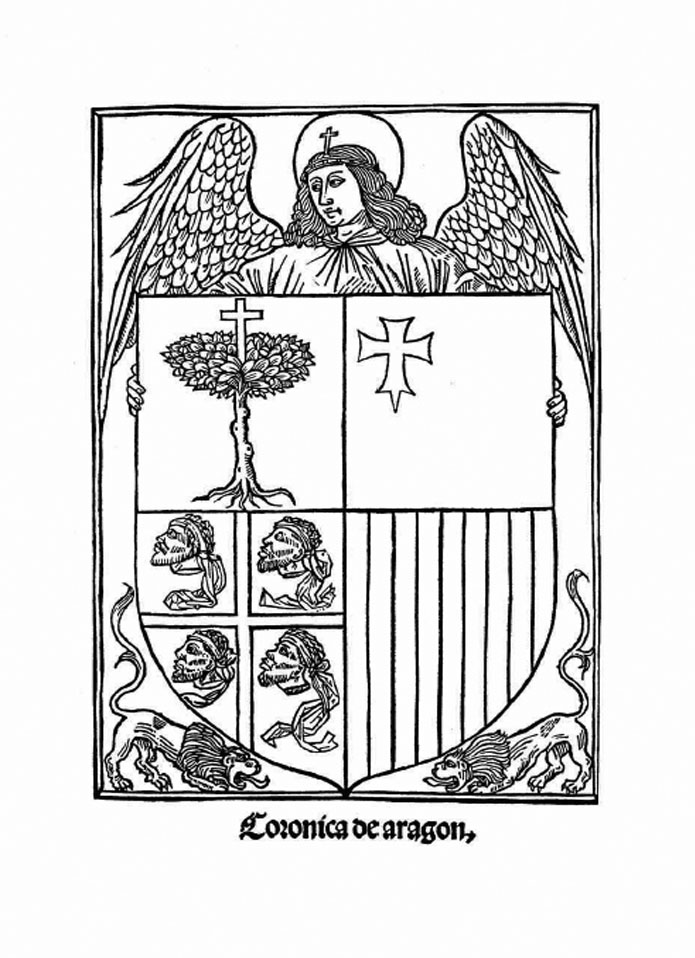